# رايموند ديكسون
رايموند ديكسون (بالإنجليزية: Raymond Dixon)‏ هو عالم أحياء دقيقة بريطاني، ولد في 1 ديسمبر 1947.